# Dorcadion ledereri
Dorcadion ledereri là một loài bọ cánh cứng trong họ Cerambycidae.